# Гетто в період Другої світової війни

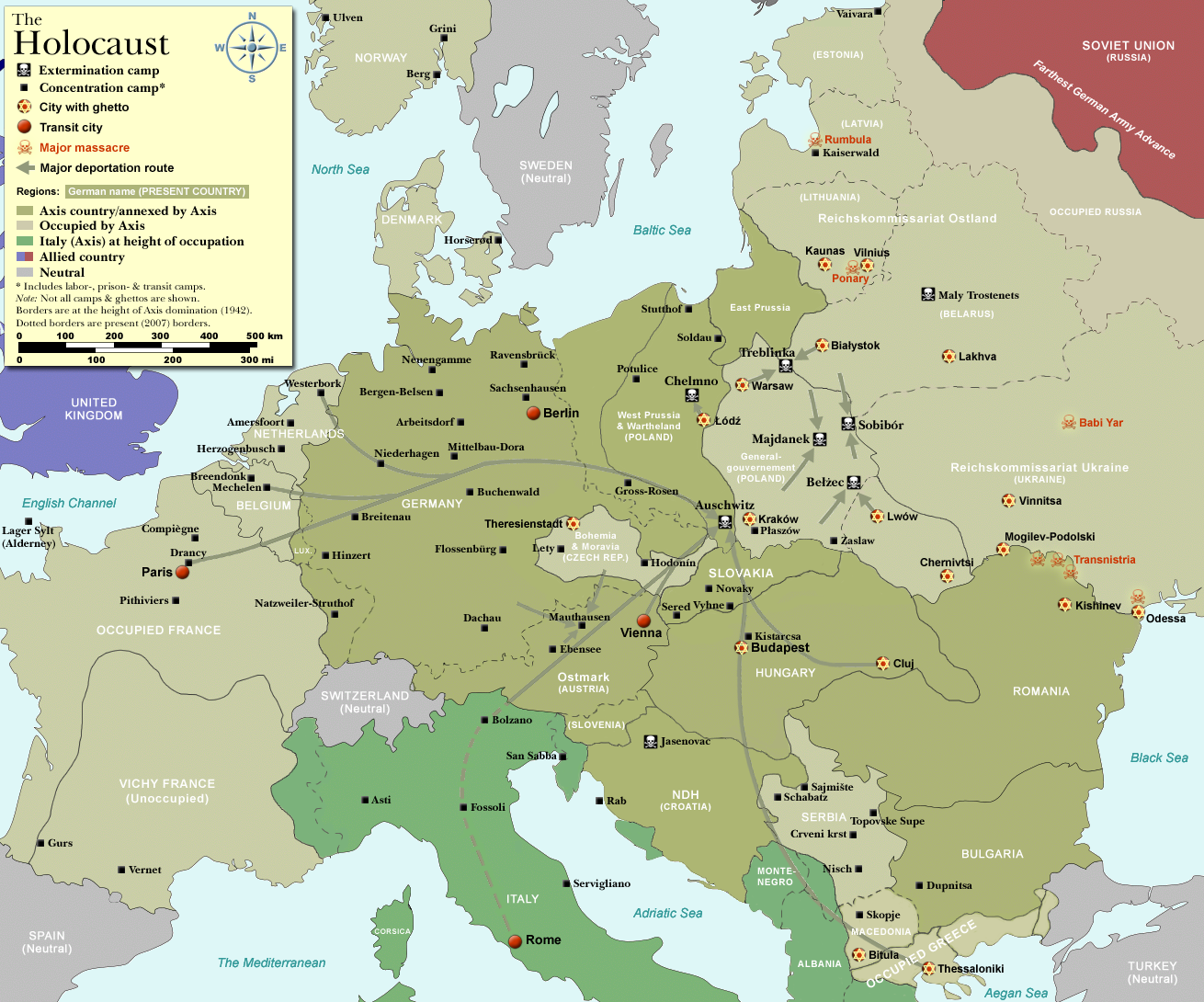
Гетто і масові депортації в окупованій нацистами Європі

Гетто в період Другої світової війни — це житлові зони на контрольованих нацистами і їх союзниками територіях, куди насильно переміщували євреїв з метою ізоляції їх від неєврейського населення. Ця ізоляція була частиною політики так званого «остаточного розв'язання єврейського питання», в рамках якої було знищено близько 6 мільйонів євреїв.
Перше гетто в Польщі було засновано в місті Пйотркув-Трибунальський в жовтні 1939 року. Всього було створено за різними даними від 800 до понад 1000 гетто, в яких містилося не менше мільйона євреїв.

## Цілі створення
Створюючи місця примусового ізольованого утримання євреїв, нацисти ставили собі таку мету:
- Полегшення майбутньої ліквідації євреїв.
- Запобігання потенційного опору.
- Отримання безкоштовної робочої сили.
- Отримати симпатію решти населення.

## Опис і класифікація
Усі гетто, на думку істориків, умовно можна розділити на два основних типи: «відкриті» і «закриті». Відкриті гетто, без фізичної ізоляції євреїв в окремому, що охоронявся, кварталі, існували тільки до знищення жителів, або їх переселення в «закриті» гетто, або депортації до таборів. У такому гетто в обов'язковому порядку створювалися юденрати або призначалися (обиралися) старости.
Створення «закритих» гетто здійснювалося з обов'язковим переселенням всіх євреїв в охоронюване місце (квартал, вулиця, окреме приміщення). Навколо закритого гетто силами в'язнів і за їх рахунок зводилася огорожа у вигляді колючого дроту або глухих стін і парканів. Вхід і вихід здійснювався через контрольно-пропускні пункти, які охоронялися з обох сторін.
Юденрати (нім. Judenrat — «єврейська рада»), або єврейські комітети, створювалися німецькими окупаційними силами як органи самоврядування єврейських гетто. Юденрати, на відміну від інших місцевих колабораціоністських органів, часто формувалися в примусовому порядку.
У повноваження юденрату входило забезпечення господарського життя і порядку в гетто, збір коштів та інших контрибуцій, відбір кандидатів для роботи в трудових таборах, а також виконання розпоряджень окупаційної влади. Юденрату формально підпорядковувалася єврейська поліція.
Кандидат історичних наук Євген Розенблат ділить єврейських колаборантів на дві великі групи:
- Прихильники стратегії колективного виживання.
- Особи, які здійснювали стратегію індивідуального виживання.

Перша група ототожнювала себе з усіма іншими жителями гетто і намагалася по можливості домогтися системи, при якій цілому ряду категорій єврейського населення надавалися додаткові шанси на виживання — наприклад, опіка юденрату над багатодітними сім'ями, незаможними, старими, самотніми людьми та інвалідами. Представники другої групи протиставляли себе іншим євреям і використовували всі засоби для особистого виживання, в тому числі такі, що вели до погіршення стану або загибелі інших.
Члени юденрату по-різному ставилися до опору й акцій збройного підпілля в гетто. У деяких випадках вони налагоджували зв'язок і співпрацю з підпіллям і партизанами, в інших — прагнули не допустити акцій опору, побоюючись, що німці будуть мститися всім жителям гетто. Існували також активні пособники нацистів (Абрам Ганцвайх, Альфред Носсіг, Курт Шлезінгер, Стелла Кюблер та ін.). Частина з них була вбита підпільниками та партизанами.

## Найбільші гетто

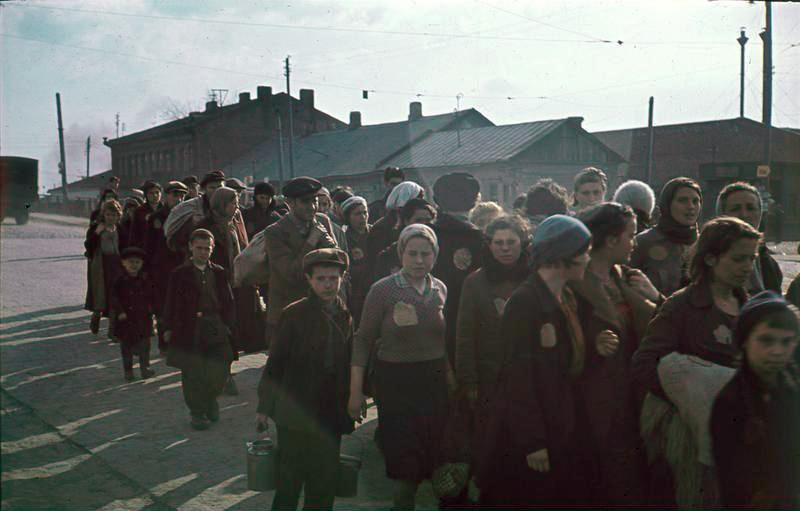
Колона в'язнів мінського гетто на вулиці. 1941

У першу чергу гетто були створені на території СРСР і окупованих нацистами країн Східної Європи. В них також примусово, під загрозою смерті, переселяли всіх євреїв, у тому числі євреїв з Західної Європи.
Було три найбільші гетто, з них два на території Польщі та одне в Україні. Це в першу чергу Варшавське гетто (450 000 осіб), Лодзьке гетто (204 000 осіб) та Львівське гетто (136 000 осіб).
На територіях УРСР і БРСР найбільшими гетто були у Львові (існувало з листопада 1941 по червень 1943), Чернівецьке (94 000 осіб включно з біженцями прилеглих територій, яке існувало з червня 1943 по червень 1943) та в Мінську (близько 80 000 осіб, ліквідовано 21 жовтня 1943).
Також було створено велике гетто в Терезіне (Чехія) і Будапешті.
З гетто поза Європою відомо Шанхайське гетто, де японські союзники Німеччини тримали євреїв Шанхая.